# الاتحاد الثوري الأرمني في لبنان
الاتحاد الثوري الأرميني في لبنان (بالأرمينية: յաՅեղ փախոկական շաշնաւթիւութիւն) المعروف أيضا باسم الاتحاد الثوري الأرمني - الطاشناق هو حزب سياسي أرمني نشط في لبنان منذ 1920 وهو حزب سياسي رسمي في البلاد بعد أن بدأ مع الخلايا الطلابية الصغيرة في أواخر عقد 1890 وأوائل القرن 20.
يعتبر الحزب أكبر داعم سياسي في المجتمع الأرمني اللبناني وهو جزء من تحالف 8 آذار في لبنان.

## التاريخ
تأسس الاتحاد الثوري الأرمني في تيفليس (تبيليسي في جورجيا الحديثة) في عام 1890 من قبل كريستابور ميكايليان وستيبان زوريان وسيمون زافاريان.
يعمل الحزب في أرمينيا وفي البلدان التي يوجد فيها شتات أرمني لا سيما في حيث يعتبر الاتحاد الثوري الأرمني أقوى حزب سياسي داخل المجتمع اللبناني الأرمني. الحزب يلتزم بالاشتراكية وهو جزء من الأممية الاشتراكية.

## القرن 19 حتى عام 1918
أصبح الحزب ناشطا في لبنان في البداية في عهد الدولة العثمانية (نهاية القرن التاسع عشر ونهاية الحرب العالمية الأولى) من خلال الطلاب الأرمن المسجلين للدراسة في كليات وجامعات بيروت خلال الحكم العثماني في لبنان.

## من عقد 1920 إلى عقد 1950
كما اكتسب الحزب العديد من الأعضاء مع موجات متزايدة من المهاجرين الأرمن الذين غمروا لبنان في أوائل العشرينات من القرن العشرين الفارين من الإبادة الجماعية للأرمن خلال الحرب العالمية الأولى.
في الفترة من 1923 إلى 1958 اندلعت الصراعات بين الأحزاب السياسية الأرمينية التقليدية الثلاثة الطاشناق (الاتحاد الثوري الأرمني) والهنشاك (الحزب الاشتراكي الديموقراطي الأرمني) والرامغافار (الحزب الليبرالي الديمقراطي الأرمني) الذي يكافح من أجل السيطرة على الشتات وتنظيمه.
كان للحزب وجود إعلامي في وقت مبكر جدا مع صحيفة «بيونيغ» القصيرة الأجل (باللغة الأرمينية) التي نشرت في بيروت وتعكس بشكل عام آراء الحزب. حلت صحيفة أزتاك اليومية (بالأرمنية الأرمينية) محل بيونيغ وبدأت نشرها في 5 مارس 1927 في بيروت بلبنان. وهو جهاز الحزب الرسمي للجنة المركزية اللبنانية في الاتحاد الثوري الأرمني وتعتبر إحدى أكبر الصحف اليومية في الشتات الأرميني.

## الصراع الأهلي 1956-1958
بعد وفاة الكاثوليكوس من الكرسي الرسولي من سيليتشيا كاريكين الأول في عام 1952 ظل المقعد في أنطلياس شاغرا لمدة أربع سنوات تقريبا. في عام 1956 كرس رئيس الأساقفة زاريه باياسليان كاثوليكوس من سيليكيا كما زاريه الأول على الرغم من معارضة كاثوليكوس إشميادزين من جميع الأرمن كاثوليكوس فازغن الأول الذي رفض الاعتراف بسلطته بالنظر في اختيار زاريه الأول حزبيا. هذا الجدل استقطب كثيرا الطائفة الأرمنية في لبنان. نظام الرئيس اللبناني كميل شمعون دعم زاره الأول الذي عمل على استقطاب الوضع أكثر من ذلك.
مع فشل جميع الوساطات وفي سياق الصراع الأهلي اللبناني عام 1958 اندلع نزاع مسلح داخل المجتمع اللبناني أيضا بين مؤيدي الكاثوليكوس زاريه الأول (التمسك بشكل رئيسي بالاتحاد الثوري الأرمني) ومعارضي زاريه الأول (هونشاك) والحزب الليبرالي الديموقراطي الليبرالي (رامغافارز) حيث أن الطرفين الأخيرين دعما مواقف الكاثوليكوس من جميع الأرمن فازغن الأول وكنيسة الأرمن الأرثوذكس في الجمهورية الأرمينية السوفيتية الاشتراكية.
تطورت الحالة إلى مواجهات مسلحة وحوادث عديدة لإطلاق النار والقتل بين مختلف الجماعات مما أدى إلى وجود صدع كبير داخل الكنيسة الرسولية الأرمنية في لبنان وفي جميع أنحاء العالم. هدأت الصراعات بعد عام 1958 مع إنشاء نظام الرئيس فؤاد شهاب في لبنان.

## من 1960 إلى 1975
على الصعيد السياسي ظل الحزب متحالفا انتخابيا مع حزب الكتائب اللبنانية لبيار الجميل وفي مرحلة لاحقة مع الحلف الثلاثي المؤلف من الزعماء المسيحيين المارونيين كميل شمعون وبيار الجميل وريمون إده.
قام الاتحاد الثوري الأرميني عموما بتدوين بطاقات انتخابية مشتركة مع الكتائب لا سيما في الدوائر الانتخابية في بيروت والمتن مع عدد كبير من السكان الأرمن واحتفظ بمقاعد أرمنية وفقا لقسم الطوائف في الدوائر الانتخابية. تأمين جميع المقاعد البرلمانية الأرمنية في بيروت والمتن في الانتخابات البرلمانية لأعوام 1960 و1964 و1968 و1972.
استأنفت مجلة «دروشاك» الرسمية للمنتدى في بيروت في عام 1969 واستمرت حتى عام 1985 عندما انتقل جهاز الحزب إلى أثينا باليونان بسبب الوضع الأمني في لبنان.

## الحرب الأهلية اللبنانية من 1975 إلى 2000
رفض الاتحاد الثوري الأرمني (الطاشناق) ومعه معظم الجماعات الأرمنية الأخرى أن يأخذوا جانبا بين الفصائل اللبنانية المتحاربة أو أن يلعبوا دورا عسكريا نشطا في الحرب الأهلية اللبنانية وأعلنوا ما أصبح يعرف ب«الحياد الإيجابي» للأرمن بين مختلف الفصائل اللبنانية. حث المنتدى على تجنب هذا الصراع بين الأرمن بعد أحداث 1956-1958. هكذا كانت المناطق الأرمينية بمنأى إلى حد ما عن الصراع المدمر على الرغم من أنها لا تزال تعاني من القصف والصراعات العسكرية المختلفة في النبعة وكارنتينا والتدخل السوري.
بيد أن الاتحاد الثوري الأرمني والموقف المحايد للإجماع الأرميني ورفض الحليف العلني مع القوات المسيحية اليمينية قد أساء للعلاقات الطويلة الأمد بين الجبهة وحزب الكتائب وعلى الأخص القوات اللبنانية (وهي ميليشيات يسيطر عليها الكتائب ويقودها بشير الجميل ابن بيار الجميل). ردت القوات اللبنانية بالهجوم على الأحياء الأرمنية في العديد من المدن اللبنانية بما في ذلك برج حمود. بالإضافة إلى ذلك استهدف التمثال المكرس للإبادة الجماعية للأرمن والموجود في بكفيا أيضا بالقصف الذي قامت به عناصر موالية للقوات اللبنانية.
حمل العديد من الأرمن المنتسبين إلى الجبهة المسلحة الثورية السلاح للدفاع عن أماكنهم. في هجمة تلت ذلك أغلقت القوات اللبنانية مواقع استيطانية للحزب في مناطق مختلفة تم إنشاؤها لإبقاء السلام في المناطق الأرمينية في الغالب خلال الحرب الأهلية. بعد أن هدأت الأمور أدت الوساطة إلى استمرار حزب الجبهة في السيطرة على المناطق الأرمينية مع وجود عملية رئيسية ووجود أقل بالاتفاق مع القيادة المسيحية للبلاد.
في خضم الحرب الأهلية اللبنانية وفي موجة من الانتقام من الأهداف التركية في جميع أنحاء العالم بقيادة الجيش السري الأرميني لتحرير أرمينيا ظهرت منظمة حرب عصابات أخرى تسمى «قائدات العدالة ضد الإبادة الجماعية للأرمن» ونفذت سلسلة من عمليات الاغتيال الخاصة بها وعملياتها من عام 1975 إلى عام 1983. ارتبط تنظيم العصابات في بعض الأحيان بالطاشناق.

## القرن الحادي والعشرين
يخصص للأرمن ستة مقاعد في مجلس النواب اللبناني المكون من 128 عضوا. كان الفرع اللبناني للمنتدى يسيطر عادة على أغلبية الأصوات الأرمنية وفاز بمعظم المقاعد الأرمنية في مجلس النواب.
غير أنه حدث تغيير كبير في الانتخابات البرلمانية لعام 2000. توقفت المفاوضات لتشكيل قائمة مشتركة بين حزب الاتحاد الثوري الأرمني وحزب الكرامة لرفيق الحريري بسبب إصرار الحريري على أن يكون لجميع المرشحين المنتخبين في قائمته بمن فيهم المرشحون للمنتدى لتشكيل لاحقا كتلة برلمانية موحدة - وهو نادر في السياسة اللبنانية. هذا من شأنه أن يجعل التصويت الأرميني في الغرفة خاضعة لرغبات الحريري ويحل عمليا «الكتلة الأرمنية» في البرلمان اللبناني. بالإضافة إلى ذلك رفض الحريري اقتراح المنتدى أن يختار مرشحا أرمينيا للمقعد الوحيد المخصص للمجتمع الإنجيلي في لبنان (وكثير منهم أرمني العرق) ويصر على أن المقعد يجب أن يذهب إلى حليف له. قرر الاتحاد الثوري الأرمني الترشح وحيدا بالرغم من أن الأحزاب الأرمينية الأخرى وهي الحزب الديمقراطي الاشتراكي (الهونتشاك) والحزب الليبرالي الديمقراطي الأرميني انضما إلى قائمة الحريري. في حملة لم يسبق لها مثيل استولت حركة الكرامة وحلفاؤها على 13 مقعدا من مقاعد بيروت 19 ولم يتبق للمنتدى سوى مقعد برلماني واحد في منطقة المتن في تحالف مع ميشال المر وهي أسوأ نتيجة له في عقود عديدة من التمثيل البرلماني. كانت هذه هي المرة الأولى على الإطلاق التي يحصل فيها حزبي الهونشاك والرانجافار على مقاعد في البرلمان.
في انتخابات عام 2005 دعا الاتحاد الثوري الأرمني إلى مقاطعة الانتخابات في بيروت مما أثار انزعاجا من أن المقاعد الأربعة المخصصة عادة للجالية الأرمنية الكبيرة في بيروت لن تتوقف مرة أخرى على مرشحي الحريري وحلفائه في الهونشاك والرامغافار بالإضافة إلى بعض المرشحين الأرمن المستقلين. حصل الاتحاد الثوري الأرمني مقعدا واحدا من خلال النائب هاغوب بقرادونيان من قضاء المتن الذي يضم برج حمود المكتظ بالسكان الأرمن.
تجنب الاتحاد الثوري الأرمني بشكل عام التشابك في القضايا المحلية الحساسة وعادة ما يدعم أي حكومة في السلطة. غير أن الجبهة انتقدت بشدة قرار الحكومة اللبنانية في عام 2006 بدعوة نشر القوات التركية كجزء من قوة حفظ السلام المتعددة الأطراف التابعة لقوة الأمم المتحدة المؤقتة في لبنان.
في 5 أغسطس 2007 جرت انتخابات فرعية في قضاء المتن للحلول محل وزير الصناعة المعادي للحكومة السورية بيار أمين الجميل، عقب اغتياله على أيدي الحزب القومي السوري بمساعدة الرئيس السوري المخلوع بشار الأسد. وقرر الاتحاد الثوري الأرمني دعم كميل خوري المرشح المدعوم من قبل التيار الوطني الحر لميشال عون. واجه كميل خوري زعيم الكتائب أمين الجميل ثم فاز بالمقعد. ألقى مؤيدو الحكومة باللوم على خسارة الجميل على الأرمن. اتهم أمين الجميل الجبهة ب«الغش» ودعا إلى إلغاء الاقتراع في برج حمود. قال الجميل إنه كان الأفضل «بين المسيحيين» واتهم الطاشناقيون بمحاولة «فرض إرادته على شعب المتن» مما يعني أن الأرمن ليسوا لبنانيين مناسبين. اتهم السياسي اللبناني غابريال المر الاتحاد الثوري الأرمني بتزوير التصويت بأنهم «يفعلون دائما». أشار المر إلى أن عون لم يفز بالأصوات المارونية لكنه حصل على الأصوات الأرمنية الذين أدرجوا في قضاء المتن للتلاعب بالنتائج الانتخابية. طلب هاغوب بقرادونيان وهو أحد قادة الجبهة في لبنان وكتلة النواب الأرمينية تقديم اعتذار علني. أدان بقرادونيان وكتلة النواب الأرمينية تصريحات أمين الجميل وغابريال المر على دعم الجماعة الأرمنية للتيار الوطني الحر.
الرئيس الحالي للجنة المركزية للاتحاد الثوري الأرمني في لبنان هو السيد هوفيغ مخيتاريان. يقع المقر الرئيسي لحزب الاتحاد الثوري الأرمني في برج حمود في مركز شاغزويان إلى جانب صحيفة أزتاغ اليومية التابعة للجنة المركزية للحزب و«فوايس فان» على مدار 24 ساعة.
بعد فشل التوصل إلى توافق في الآراء مع معسكر الحريري وهو جزء من تحالف 14 آذار قرر الاتحاد الثوري الأرمني أن يصبح رسميا جزءا من تحالف 8 آذار منذ تشكيله في 2005. يتكون تحالف 8 آذار من التحالف الوطني الحر وكتلة التغيير والإصلاح (برئاسة ميشال عون) وحركة أمل وحزب الله والفصائل الأصغر الأخرى فضلا عن الجبهة. شكل تحالف 8 آذار المعارضة الرسمية لحكومة تحالف 14 آذار برئاسة رئيس الوزراء اللبناني فؤاد السنيورة وبالتالي رئيس الوزراء سعد الحريري. كان موقف الجبهة في تناقض حاد مع حزب الهنشاك وحزب الرامغافار اللذين ظلا جزءا من تحالف 14 آذار.
بعد ست سنوات من المعارضة (من 2005 حتى يناير 2011) وبانضمام الحزب التقدمي الاشتراكي برئاسة وليد جنبلاط إلى المعارضة في تحالف 8 آذار حصل الأخير على الأغلبية في يناير 2011 لتشكيل الحكومة اللبنانية المقبلة.